# Roland Sabatier
Pour les articles homonymes, voir Sabatier.
 (février 2020).
Si vous disposez d'ouvrages ou d'articles de référence ou si vous connaissez des sites web de qualité traitant du thème abordé ici, merci de compléter l'article en donnant les références utiles à sa vérifiabilité et en les liant à la section « Notes et références ».
Roland Sabatier (né à Toulouse le 23 juillet 1942 et mort à Paris le 23 juillet 2022) est un artiste et auteur pluridisciplinaire français appartenant au groupe lettriste.

## Biographie
Roland Sabatier étudie à l'École supérieure des beaux-arts de Toulouse et de Grenoble, puis à l'École nationale supérieure des arts et techniques du théâtre (ENSATT) de Paris.
Il suit les cours d‘Arts appliqués de Jean Prouvé au Conservatoire National des Arts et Métiers. Roland Sabatier rejoint le groupe lettriste en 1963, à la suite de sa découverte de ce mouvement lors d'une manifestation d'Isidore Isou à la Biennale de Paris.
Il crée les Publications Psi en 1963 et les Éditions Lettrisme et Hypergraphie (ELH) en 1966. Il co-crée en 1966 le Café-Théâtre de l’Echiquier, dont il devient l'un des animateurs. En 1970, Sabatier entre dans la société des Éditions de bibliophilie Georges Visat au sein desquelles il rencontre Aragon et organise des éditions et des expositions de Man Ray, Bellmer, Matta, Meret Oppenheim ou du Groupe Lettriste et dont il devient le directeur-gérant en 1977. Il prépare à cette époque un doctorat d'État sous la direction d'André Veinstein avec pour sujet de thèse Les destructions internes et externes de l'art.
Sabatier est l'auteur, notamment, du Catalogue raisonné de l’œuvre gravé de Roberto Matta (Éditions Sonet-Visat, Stockholm, 1975) et de Le Lettrisme : les créations et les créateurs (Z'éditions, Nice, 1989). Il publie régulièrement de nombreux ouvrages et romans.
Roland Sabatier décède le 23 juillet 2022, le jour de son 80e anniversaire.

## Peinture
À partir de sa première réalisation plastique, publiée en 1963 dans la revue Ur, no 1, qui marquait son accord avec l’esthétique de la lettre et du signe, Roland Sabatier va construire progressivement une œuvre picturale dense, établie dans le champ complet des inédites structures esthétiques révélées par le Lettrisme, à savoir l'hypergraphie, art basé sur l'intégralité des signes concrets de la communication (alphabets, idéogrammes, codes...) et l'art infinitésimal, basé sur des données esthétiques virtuelles, intangibles et inconcevables, destinées à être imaginées uniquement par les amateurs. Le tout étant fondé, d'une part, sur les ressources de la méca-esthétique intégrale qui offre aux œuvres d'art les supports et les outils issus de toutes les branches du Savoir ; et, d'autre part, du cadre supertemporel exprimé par la participation infinie du public à la réalisation d'une œuvre perpétuellement changeante, modifiée et recommencée indéfiniment.
Son matériel, au début alphabétique et régi par la répétition ou ordonné en structures nominales tronquées ou altérées (série Les Erreurs, 1963), va s’enrichir, en 1964, et se complexifier à travers de multiples développements constituant des styles distincts. Ceux-ci finiront par incorporer les éléments représentatifs de toutes les catégories de transcriptions. Ses compositions disséminées dans l’espace finiront par se réduire à des organisations linéaires et superposées, généralement exemptes d’effets plastiques.
À partir de 1969, tout en poursuivant l’exploration de ces options premières, il dirigera son œuvre vers les conséquences extrêmes, négatives, de l'anéantissement formel dont il décrira et commentera le détail, en 1974, dans Situation de mes apports dans la polythanasie esthétique. Depuis 1963, de très nombreuses participations à des revues, à des livres et à des expositions collectives et personnelles rendaient compte des multiples facettes de son œuvre. En 2013, il proposait un ensemble de ses réalisations réunies sous le titre de "Œuvres de pédagogie esthétique (1988-1990)" à la Fondation du doute de Blois. Plusieurs de ses œuvres plastiques sont présentes en différents musées: J. Paul Getty Museum, Musée d'art moderne et contemporain de Saint-Étienne, Musée d'art contemporain de Barcelone (MACBA), Tel Aviv Museum of Art, ou Musée national d'art moderne du centre Georges Pompidou (MNAM).

## Le roman
Les résolutions de Roland Sabatier dans l’art plastique devaient, dans des arrangements différents, prosodiques, servir de base à la réalisation de plusieurs romans et nouvelles. Son premier roman hypergraphique, Manipulitude, publié en 1963 aux éditions Psi, était qualifié de  "supertemporel" dans le sens où il était entièrement ouvert à la participation des lecteurs. Puis vinrent Gaffe au golf et Le Roman du Soulèvement de la jeunesse, de 1964, qui, du point de vue de la narration à multi-écritures, sont des expressions fouillées et complexes poursuivant le développement constructif de l’inédite matière romanesque. D’autres réalisations dans ce domaine, comme Pour la forme (1969) et, plus récemment, L’Une ou la même, l’autre (1985) et Auparavant (1991) abordaient les mêmes matières sous l’angle de divers degrés de l’organisation destructive. Romanesque, de 1971, sera couronné par le Prix des Créateurs.

## La photographie
Toujours sur le plan des arts visuels, mais cette fois dans la discipline de la photographie, l’auteur de Manipulitude illustre également l’ensemble des possibilités offertes par les écoles ciselantes, hypergraphiques — où se situe sa série des portraits lettristes de 1964 — et infinitésimaux. Dans ce cadre, il faut signaler ses premiers « rayogrammes » à écritures, fondés sur une inédite superposition de signes, qui furent regroupés, en 1964, dans le recueil intitulé La Bouche, dédié à Man Ray.
Sa pensée à propos de la photographie est énoncée dans sa contribution à l'ouvrage Pour la photographie III (Germs, sous la direction de Ciro Giordano Bruni, 1990).

## La poésie et la musique
À l’intérieur des arts sonores de la poésie et de la musique, son œuvre, également prolifique, commencée à partir de 1963, parcourt l’étendue des expressions offertes sur le plan verbal par le lettrisme, l’aphonisme, et l’art des virtualités. Depuis Lettries ronflantes, parues en 1964 avec une préface d'Isidore Isou, il a proposé dans cette dimension de l’art, aussi bien des compositions à formes fixes, généralement ouvertes sur des thèmes descriptifs, que des orchestrations purifiées — comme celles réunies, en 1976, sous le titre de Œuvres poétiques et musicales (...) que je n’ai pas composées, qui ont fait l’objet d’une émission radiophonique, la même année, sur France Musique—  constituant un répertoire riche, en permanence animée par la volonté de dévoiler d’inédits styles de beautés.
Ses premières partitions aphonistes, écrites à partir de 1964, sont parues en 1966 dans le recueil intitulé Œuvres aphonistes, dédié à cette expression basée sur une poésie et une musique silencieuses, ou plutôt "a-sonores", exprimées aux moyens d'images ou d'actions corporelles silencieuses.
Depuis le concert lettriste organisé au Théâtre de l’0déon, en janvier 1964, un grand nombre des compositions de Roland Sabatier ont été interprétées en public à l’occasion de nombreuses manifestations. Par ailleurs, ses œuvres sonores, jusqu’ici dispersées dans différentes revues et ouvrages, ont été regroupées, en 2007, dans une édition autonome intitulée Œuvres poétiques et musicales (1963-2007) .

## Théâtre
Les arts de la scène ont représenté un terrain fertile dans lequel cet auteur a signé, également, plusieurs réalisations : une pièce de théâtre ciselante et discrépante, Graal ou la Leçon des Rois, dont le contenu des différentes colonnes a été publié en octobre 1964 dans la revue Ur, no 4, plusieurs hypergraphies théâtrales, et aussi, toujours dans le courant de l’année 1964, des accomplissements mimiques et chorégraphiques, dont certains ont été interprétés, en 1965, sur la scène de Théâtre de l’Ambigu.
Par ses propositions, à cette époque, de costumes hypergraphiques, d’ombres chinoises ciselantes et hyper-ampliques, ainsi que par ses partitions, en 1963 et 1964, de spectacles d’électrographie, exclusivement fondés sur des effets de lumière, il a doté la colonne décorative de l’art de la présentation de contenus inusités qui approfondissaient ces différents secteurs dans les explorations formelles les plus progressistes.

## Cinéma
Dans le cinéma, à travers l’ensemble des modalités filmiques lettristes, et, en général, sur des thèmes en relation avec la plupart des contenus les plus avancés des disciplines complémentaires, Roland Sabatier a réalisé plusieurs dizaines de films préoccupés, généralement, par la mise en doute des valeurs de cet art. Au-delà de ses premières réalisations, comme Les Preuves (1966), Evoluons (encore un peu) dans le cinéma et la création (1972), etc., ses films récents, comme Regarde ma parole qui parle (le) du cinéma (1982), Inachevés, à-peu-près et refus, avec portrait de dame (1981), Quelque part dans le cinéma (1982) ou Pour-Venise-Quoi ? (1994), ne sont souvent plus que des « films à exposer » — et non à projeter — qui développent cette démarche purificatrice vers ses conséquences les plus extrêmes, vers les limites au-delà desquelles un film ne ressemble plus à un film, pour imposer un cinéma novateur en limite du cinéma. À leur sujet, Frédérique Devaux, dans Le Cinéma Lettriste (1951-1991), indique  "à quel point les apports lettristes en général, ceux de Sabatier en particulier, ont été de redoutables pressentiments du devenir de l’art. Il reste à discerner à quels degrés les novations de cette avant-garde ont infléchi le cours des productions contemporaines de réalisateurs extérieurs à cette formation, étant entendu que ces créations ont, le plus souvent, précédé la marche de la contemporanéité, à l’image de phares solitaires au milieu des vagues successives d’auteurs".
L’œuvre cinématographique de Roland Sabatier, présentée à la Cinémathèque française et dans les principaux festivals d’avant-garde, a été publiée dans son ensemble, en 1983, sous le titre de Œuvres de cinéma (1963-1983). Deux manifestations récentes rendaient compte de cette forme de cinéma: en 2013, "La (certaine) image du cinéma de Roland Sabatier", au Pavillon de La Fondation du doute de Blois, et en 2014, "Movies at remove : Roland Sabatier's Anti-cinema (1964-1985)", à la Galerie Garage Cosmos de Bruxelles. En 2019, il publiait le catalogue raisonné de l'ensemble de ses films conçus de 1963 à 2013.

## L'architecture et le mobilier
L’architecture est également un terrain dans lequel cet artiste a manifesté sa créativité. Signataire en 1968, avec Isidore Isou et quelques autres artistes, des premiers projets architecturaux ciselants, hypergraphiques et infinitésimaux, qui figuraient en marge du "Manifeste pour le bouleversement de l’architecture", il a exploré régulièrement cette discipline où ses propositions nombreuses font aujourd’hui figure de classiques. Les expositions "Histoire de l’Architecture", à la galerie Le Chanjour, "Places & statues", à la galerie Rambert, " L’Architecture Lettriste", chez Lecointre et Ozanne, "De la construction en son absence", à la galerie de Paris, "La Ville: Art et Architecture en Europe", au Centre Pompidou et au CCCB (Centre de Cultura Contemporània de Barcelona), "The Modern city in Europe", au Musée of Contemporary Arts de Tokyo, montraient ses différentes propositions dans ce domaine et, en même temps, l’intérêt constant de cet auteur pour la discipline de l’habitation. Un ensemble de ses réalisations figurent au Getty Museum de Los Angeles.
Avec sa proposition en 1981, des "Presque-meubles", cette action dans l’habitat s’est prolongée sur le plan spécifique du mobilier.

## Art infinitésimal et supertemporel
Indépendamment de ses accomplissement virtuels et transfinis disséminés dans toutes les disciplines artistiques, cet artiste a également envisagé, depuis 1963, l’art infinitésimal de manière autonome, en proposant dans leur cadre de nouvelles réalisations qui approfondissaient ces structures esthétiques. Il est le créateur et l'organisateur, en mai 1970, du Premier Festival International d'Art Infinitésimal et supertemporel. Une rétrospective de ses œuvres virtuelles a été présentée en 2012, à la Villa Cernigliaro de Sordovolo (Italie) sous le titre général de "Imaginaires dans un jardin réel (1963-2011) .
Dès 1992, il participe à l’exposition " Manifeste de l’Excoordisme", à la galerie de Paris et aux différentes manifestations dédiées à cette nouvelle expression considérée comme un dépassement de l'art infinitésimal.
Roland Sabatier a introduit à des niveaux déterminés de ses réalisations les conceptions les plus avant-gardistes de la plupart des autres dimensions du savoir : la psychologie, l’éthique, etc., ou  bien l’économie politique où il est intervenu directement, notamment, comme suppléant de Maurice Lemaître, aux élections législatives de 1967, puis comme candidat de la Ve circonscription de Paris aux législatives de 1993.
Par ailleurs, par son action constante, exprimée par les voies les plus diverses, en faveur de la propagation et de la communication de ces apports, avec les premiers cours de l’Université Léonard de Vinci, le cours « Peinture et Signes » qu’il a dirigé au Musée des arts Décoratifs, à présent son programme "Esthétique : théories et Histoire"  qu’il donne à l’Institut de Culture et de Communication, (IC'COM) Roland Sabatier tient une place importante dans la dimension de la propagation du lettrisme. En 1999, il crée les "Archives du Créatisme et du Lettrisme".
Il est notamment l’auteur de l’ouvrage Le Lettrisme : les créations et les créateurs (Z’Éditions, 1989), l’organisateur, en 1993, de la participation du groupe lettriste à la Biennale de Venise et, entre autres manifestations, le commissaire-concepteur, en 1978, de l’exposition "Isidore Isou et la Créatique (1945-1978)" à la galerie La Hune de Paris, en 2010, de "Lettrisme: vue d’ensemble sur quelques dépassements précis", organisée à la Villa Tamaris Centre d’Art de La Seyne-sur-Mer, ou encore, en 2015 de l'exposition "Isidore Isou: Œuvres de cinéma 1951-1999", à la Fondation du doute de Blois.

## Principales publications
- Manipulitude, Publications Psi, 1963
- Lettries ronflantes (1963-1964), préface de Isidore Isou, éd. Psi, 1964
- pêle et Mêle, Publications Psi, 1964
- La Bouche, Publications Psi, 1964
- Graal ou la leçon des Rois. Polylogue à impliques, Revue Ur no 4, 1964
- Lettrie à ouvrir des horizons nouveaux, Publications Psi, 1966
- Multiplication, Éditions Psi, 1969
- Tous dieux, tous maîtres, Éditions Psi, 1969
- Pour la forme, Éditions du CREAN, 1969
- Les Concepts, Éditions RLL, 1971
- Romanesque, Publications Psi, 1971
- Exposition, Éditions RLL, 1972
- Situation de mes apports dans la polythanasie esthétique, Publications Psi, 1974
- Œuvres musicales et poétiques que je n’ai pas composées, Ed. Psi, 1976
- Pièce pour valse, néant et profession de foi, Publications Psi, 1976
- Notes pour la description vague pour la description de douze lettries, Publications Psi, 1976
- Esquisses, suivies de Faire et dé-faire l’Hypergraphie, Éditions Psi, 1978
- À l’ombre de, sous l’ombre, sous ombre de, Éditions Psi, 1978
- Les Mémorisations esthétiques (1974-1976), Éditions Psi, 1978
- Représentation, Publications Psi, 1979
- L’Œuvre plastique et romanesque d’Isidore Isou, Bérénice no 4, 1982
- Trois films sur le thème du cinéma, Publications Psi, 1983
- Œuvres de cinéma (1963-1983), Publications Psi, 1983
- Injonctions, faits, comportements, Publications Psi, 1984
- L’Art anti-supertemporel: Théorie, œuvres, critiques, Publications Psi, 1984
- Différend et souvenirs, souvenirs différents (réponses à « Première critique des erreurs de nos camarades dans la super-propagation du lettrisme » de M. Lemaître), Publications Psi, 1984
- Alphabets, aphorismes (et reflets extérieur), Sur “clefs du mystère” et sur quelques autres hypergraphies de M. Lemaître, Revue Lettrisme no 4-5-6, 1984 ; Publications Psi, 1984
- L’Une ou la même, l’autre, Publications psi, 1985
- Le Lettrisme: les créations et les créateurs, Z’Éditions, 1988
- Neuf pièces courtes, Publications psi, 1990
- Le Cosmos hypergraphique au-delà de la galaxie Gutenberg, Publications Psi, 1990
- Auparavant, Éditions Richard Meier, 1991
- Gaffe au golf (roman hypergraphique), Publications Psi, 1979. Z’Éditions, 1994
- Pour-Venise-Quoi ?, Publications Psi, 1995
- Rien qu’une écriture, Éditions du Durable, 1996
- Suite lettrique concentrée pour soliste (1966), Ed Psi, 1998
- Objet et position d’un manque dans le groupe lettriste, Ed. Psi, 1999.
- Tous en place, pour ne pas rester sur place, Les Échos du Durable, no 28, 2005.
- Œuvres poétiques et musicales (1963-2007), Publications psi, 2007.
- Lettrisme: vue d’ensemble sur quelques dépassements précis, Ed. Villa Tamaris/La Nerthe, La Seyne-sur-Mer, 2010
- Principes et défense de l'art imaginaire, in Imaginaires dans un jardin réel, Œuvres infinitésimales (1963-2011), ZeroGravita, Sordevolo (Italie), 2012.
- Roland Sabatier, Anti-cinéma (lettriste) & Cinémas lointains (1964-1985) / Movies at a Remove, Roland Sabatier and Lettrist Anti-Cinema (1964-1985), éd. Garage Cosmos, Bruxelles, 2014.
- Propriétés d'une approche. André Breton & Isidore Isou, de la méprise à l'impasse (1946-1966), Publications Psi, 2014
- La Bibliothèque d'Isidore Isou - et ses proximités, Publications Psi, 2014
- Isidore Isou & Gabriel Pomerand (Notes et commentaires sur "A propos d'une petite dispute lettriste" d'Isidore Isou), Publications Psi, 2015
- Œuvres de cinéma (1963-2013) Catalogue raisonné, Publications Psi, 2019.